# How Will I Laugh Tomorrow When I Can't Even Smile Today
Albums de Suicidal Tendencies
Join the Army
(1987) Controlled by Hatred/Feel Like Shit...Déjà Vu
(1989)
Singles
1. Trip at the Brain
Sortie : 1988
2. How Will I Laugh Tomorrow...
Sortie : 1988

How Will I Laugh Tomorrow When I Can't Even Smile Today est le troisième album du groupe de crossover thrash américain Suicidal Tendencies. Il est sorti le 13 septembre 1988 sur le label Virgin Records en Europe et Epic Records pour l'Amérique du Nord et a été produit par Mark Dobson et le groupe.

## Historique
Avant d'entrer en studio pour enregistrer son troisième album, le groupe signe un contrat avec un label majeur pour l'Amérique du Nord, passant ainsi de Caroline Records à Epic Records. Quelques changements dans la formation sont aussi opérés, l'arrivée de Mick Clark, en provenance du groupe No Mercy (dans lequel officie aussi Mike Muir), à la guitare rythmique, et le remplacement du bassiste Louiche Mayorca par Bob Heathcote, qui fait partie de Los Cycos, un autre side project de Mike Muir. Le résultat de ces changements fait que le groupe abandonne peu à peu ses influences punk et se tourne vers un son orienté du côté du thrash metal, Mike Clark prenant fortement part à la composition des nouveaux titres.
Le groupe enregistra ce troisième album en avril 1988 dans les Cherokee Studios de Hollywood en Californie. Le mixage sera réalisé en juillet dans les studios Enterprise de Burbank. Deux singles accompagnés d'un clip vidéo seront extrait de cet album, Trip at the Brain (le clip contient un caméo de l'acteur John Cusack) et How Will I Laugh Tommorow.
Cet album se classa à la 111e place du Billboard 200 aux États-Unis.

## Liste des titres
| No  | Titre                     | Auteur                            | Durée |
| --- | ------------------------- | --------------------------------- | ----- |
| 1.  | Trip at the Brain         | Mike Muir, Mike Clark             | 4:30  |
| 2.  | Hearing Voices            | Muir, Louiche Mayorca             | 4:13  |
| 3.  | Pledge Your Allegiance    | Muir, Mayorca                     | 4:30  |
| 4.  | How Will I Laugh Tomorrow | Muir, Clarke                      | 6:43  |
| 5.  | The Miracle               | Muir, Clark                       | 5:28  |
| 6.  | Suicyco Mania             | Muir, Mayorca                     | 5:52  |
| 7.  | Surf & Slam               | Rocky George, Suicidal Tendencies | 2:50  |
| 8.  | If I Don't Wake Up        | Muir, Clark                       | 4:43  |
| 9.  | Sorry?!                   | George, Muir                      | 3:41  |
| 10. | One Too Many Times        | Muir, Clark                       | 3:14  |
| 11. | The Feeling's Back        | Muir, Clark                       | 4:03  |

- Le titre Suicyco Mania ne figure pas sur la version de l'album en vinyle et en K7.

## Musiciens
- Mike Muir : chant
- Mike Clark : guitare rythmique
- Rocky George : guitare solo
- R.J. Herrera : batterie
- Bob Heathcote : basse

Les membres du groupe assurent également les chœurs.

## Chart
| Pays                       | Durée du classement | Meilleur classement | Date            |
| -------------------------- | ------------------- | ------------------- | --------------- |
| États-Unis (Billboard 200) | 12 semaines         | 111e                | 29 octobre 1988 |